# 宜丰县
宜丰县在中国江西省西北部，是宜春市所辖的一个县、位於贛西北九嶺山脈中段之南麓，狀呈菱形。宜豐縣東臨高安市，南界上高縣，西接萬載縣，西北連銅鼓縣。北與修水縣、奉新縣接壤，總面積1935平方公里。縣人民政府駐新昌镇。

## 历史
设县前
宜丰在春秋战国时期先后属吴、越、楚三国，秦属九江郡。
汉高祖设豫章郡置建城县，宜丰地属之。
东汉灵帝中平年间（184～189），析建城增置上蔡县，宜丰地分属两县。
设县后
三国·吴黄武年间（222～229），析建成县（今高安市）置宜丰县，后又并入高安。
宋太平兴国六年（981年）以宜丰旧地立新昌县。
1914年，因与浙江省的新昌县同名，又复名宜丰县。

## 地理
西北部为九岭山，南部为锦江，地势由西北向东南倾斜。

## 行政区划
宜丰县下辖9个镇、4个乡：
新昌镇、澄塘镇、棠浦镇、新庄镇、潭山镇、芳溪镇、石市镇、黄岗镇、花桥乡、同安乡、天宝乡、桥西乡、宜丰县工业园区、车上林场、双峰林场、石花尖垦殖场和黄岗山垦殖场。2021年11月新设黄垦镇。
1. ↑  国务院第七次全国人口普查领导小组办公室. . 北京市: 中国统计出版社. 2022-07. ISBN 978-7-5037-9772-9. Wikidata Q130368174 （中文）.
2. ↑  . 中国·国家地名信息库.

## 人口
截至2019年末，宜豐縣總人口29.9843萬人，總户數98771户。其中城鎮人口11.6403萬人，鄉村人口18.3440萬人。

## 交通
- 354国道过境。
- 大广高速
- 昌铜高速
- 昌栗高速（在建）
- 万铜高速宜丰联络线（连接昌铜和万铜。2014年年底开建，2015年通车）
- 232省道、 240省道、 318省道、 319省道

## 风景名胜
- 官山自然保护区
- 天宝乡天宝村：江西省历史文化名村
- 洞山
- 黄檗山
- 文昌阁
- 龙岗塔
- 三层塔
- 仙隐洞